# Vila Kennedy

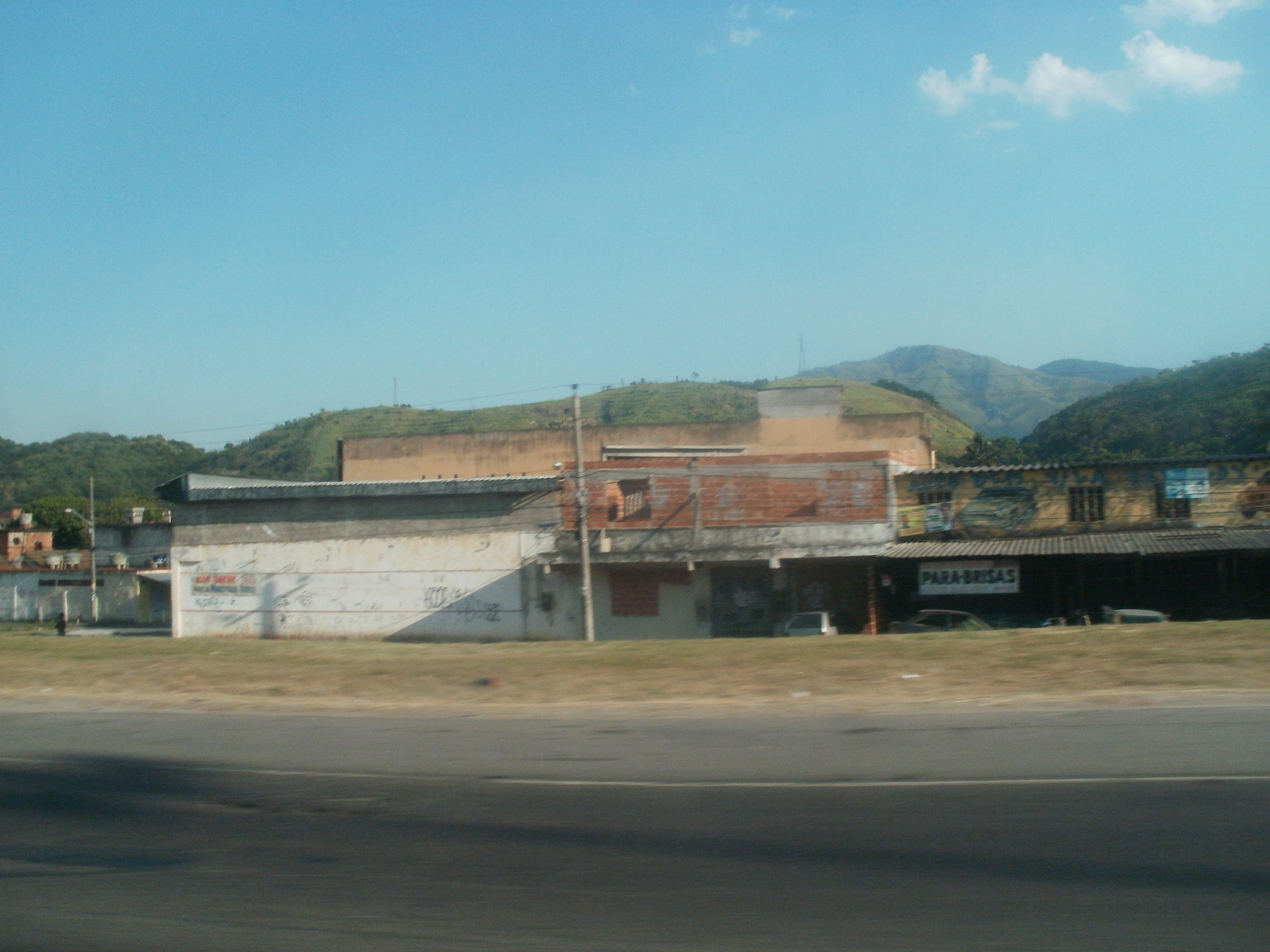
Vila Kennedy.

Vila Kennedy é um bairro da Zona Oeste da cidade do Rio de Janeiro. É constituído pela favela de Vila Kennedy e por um grande conjunto habitacional. Localiza-se às margens da Avenida Brasil. As suas ruas têm nomes de países africanos e asiáticos, e de músicos. Antes de ser um bairro oficial, era um sub-bairro pertencente a Bangu. Em julho de 2017, foi sancionada a lei que o oficializa como bairro.

## História
A área onde foi construída a Vila Kennedy era rural, à margem da Avenida Brasil, no trecho antigamente denominado como Avenida das Bandeiras. Era uma localidade muito distante do Centro da cidade, o que dificultou muito a vida das pessoas que vieram morar no bairro. A verba usada para erguer as casas populares da Vila Kennedy veio da Aliança para o Progresso, programa criado pelo então Presidente Americano John F. Kennedy. Daí o nome da vila, que, a princípio, se chamaria Vila Progresso e que acabou por receber seu nome atual como forma de homenagear o presidente Kennedy, falecido em 1963, menos de dois meses antes da inauguração da vila. No dia 20 de janeiro de 1964, dia de São Sebastião, foi inaugurada a Vila Kennedy pelo Governador do Estado Carlos Lacerda. Foram construídas 5.054 unidades habitacionais. 
Inicialmente, a Vila Kennedy recebeu os moradores que foram desalojados do Morro do Pasmado, uma extinta favela do bairro de Botafogo, além dos moradores que foram desalojados das extintas Favela da Praia do Pinto, localizada nos bairros do Leblon e da Lagoa, e favela Maria Angu, localizada nos bairros da Penha e de Ramos. E, por conta de reintegração de posse de terreno, também foram removidos para a Vila Kennedy, a partir de julho de 1965, os moradores que foram desalojados da extinta Favela do Esqueleto, onde, posteriormente, viria a ser erguida a Universidade do Estado da Guanabara, atual Universidade do Estado do Rio de Janeiro (UERJ), no bairro do Maracanã.
Foi transformado oficialmente em bairro por lei municipal publicada em 14 de julho de 2017, passando a integrar a 17ª região administrativa do município, em conjunto com os bairros de Bangu, Gericinó, Jabour, Padre Miguel e Senador Camará.

## Réplica da Estátua da Liberdade
Símbolo do bairro, a réplica Estátua da Liberdade que existe no no bairro de Vila Kennedy, arredores de Bangu, exatamente na Praça Miami, foi feita por Frédéric Auguste Bartholdi em 1899, por encomenda do Barão do Rio Branco para comemorar o décimo aniversário da República do Brasil. Até 1940 a estátua era de propriedade da família do barão, os Paranhos. Em 1940 ela foi passada para o Estado da Guanabara. Em 20 de Janeiro de 1964, Carlos Lacerda, governador do Estado da Guanabara colocou a estátua na Praça Miami.

## Educação
O bairro é servido pelas unidade de educação públicas:
- Casa da Criança Vila Kennedy
- Creche Municipal Mulheres do Quafá
- Creche Municipal Vila Kennedy
- Creche Municipal Vila Progresso
- Escola Municipal João Daudt de Oliveira
- Escola Municipal Joaquim Edson de Camargo
- Escola Municipal Marechal Alcides Etchegoyen
- Escola Municipal Norbertina de Souza Gouveia
- Escola Municipal Orestes Barbosa
- Escola Municipal Presidente Café Filho
- CIEP 224 Tarso de Castro

## Cultura
No que tange à cultura, na Vila Kennedy estão localizados o Teatro Mário Lago (na rua Jaime Redondo) e a Escola de Samba Unidos da Vila Kennedy. 

## Crime e Violência

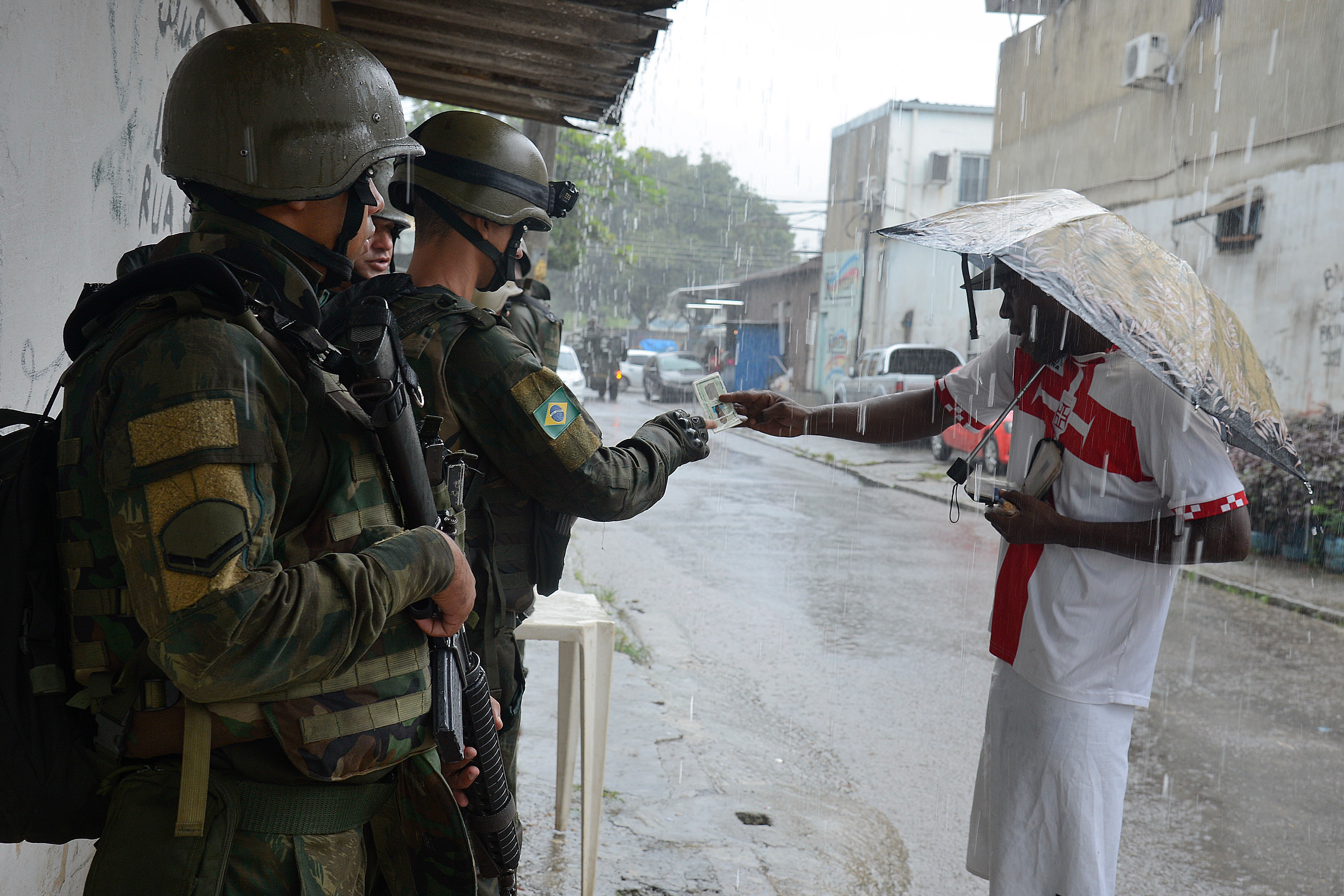
Forças Armadas fazem operação conjunta em comunidades do Rio.

O bairro é considerado um dos mais violentos da cidade do Rio de Janeiro. Em maio de 2014, após 70 dias de ocupação pelas forças de segurança, foi instalada na região uma Unidade de Policia Pacificadora (UPP). Então a 38ª unidade na cidade, com segurança feita por cerca de 250 Policiais Militares, contou com a presença do Governador Sergio Cabral em sua inauguração. No total quatro unidades fariam a segurança dos mais de 40 mil moradores da região.
Poucos anos depois, em 2017, relatos de violência voltaram a aparecer. Conforme relatos, criminosos circulavam armados, com assaltos a qualquer hora do dia e frequentes os confrontos entre bandidos e policiais militares na região. A área é considerada de risco para os Correios que não realizava mais entregas na região. As crianças também são prejudicadas com aulas nas escolas municipais suspensas por causa dos tiroteios.
Em 2018 a comunidade ficou nos holofotes no Rio por ter sido eleita uma espécie de "laboratório" da intervenção federal na segurança pública, com a promessa de que o modelo de ação desenvolvido ali será levado a outras partes da cidade.